# Stefan Aeby
Stefan Aeby (* 3. Juli 1979 in Freiburg im Üechtland) ist ein Schweizer Jazzmusiker (Piano, Komposition).

## Wirken
Aeby wuchs in Tafers auf und lebt heute in Freiburg. Aeby studierte zunächst am Konservatorium seiner Geburtsstadt, um dann Unterricht bei Jean Christophe Cholet, Art Lande, Don Friedman und Marc Copland zu nehmen. Gleichzeitig studierte er Musikwissenschaften und Kunstgeschichte an der Universität Freiburg bis zum Lizentiat (2005), um dann bis 2010 einen Masterstudiengang in Musikpädagogik an der Hochschule der Künste Bern zu absolvieren.
Aeby leitete sein eigenes Trio, für das er auch schreibt und arrangiert. Weiter arbeitete er mit dem Quartett Aeby-Hellmüller-Moret-Sartorius, den Gruppen von Sarah Buechi, von Daniel Schenker, Christoph Irnigers Pilgrim, dem Lisette Spinnler 4, dem Quartett von Tobias Preisig und dem Quartett No Square. Zwischen 2010 und 2015 verstärkte er das Trio BucherSommerFriedli, mit dem zwei Alben für Unit Records entstanden. Zudem vertonte er live Stummfilme aus den 1920er Jahren und gab Solokonzerte, unter anderem 2008 auf dem Montreux Jazz Festival.
Ferner spielte er mit Musikern wie Franck Tortiller, Ohad Talmor, Claudio Puntin, Gabriele Mirabassi, Bob Mintzer, Bänz Oester, Marcel Papaux, Claude Schneider, Anne-Flo Schneider, Popol Lavanchy oder Patrice Moret. Auch war er mit dem Swiss Jazz Orchestra, der Big Band de Lausanne und dem Fribourg Jazz Orchestra zu hören.
Zwischen 2004 und 2010 unterrichtete er an der Jazzschule Montreux. Seit 2010 hat er einen Lehrauftrag am Konservatorium Freiburg.

## Diskographische Hinweise
- Stefan Aeby Trio To the Light (Intakt Records, 2015 mit André Pousaz, Michi Stulz)
- Stefan Aeby Trio Utopia (Ozella 2013, mit André Pousaz, Julian Sartorius)
- Stefan Aeby Trio Are You...? (Unit Records 2010, mit André Pousaz, Julian Sartorius)
- No Square Le Pendu (Altrisuoni 2008, mit Guillaume Perret, André Hahne, Yannick Oppliger)
- Aeby, Blaser, Pouradier Duteil, Torchinsky:  Rêves (yvp music 2005)